# Eutaenia intermedia
Eutaenia intermedia är en skalbaggsart som beskrevs av Stefan von Breuning 1963. Eutaenia intermedia ingår i släktet Eutaenia och familjen långhorningar.
Artens utbredningsområde är Laos. Inga underarter finns listade i Catalogue of Life.